# Agapetus diversus
Agapetus diversus là một loài Trichoptera trong họ Glossosomatidae. Chúng phân bố ở miền Cổ bắc.